# Ольховая (Костромская область)
Ольховая — деревня в Шартановском сельском поселении Чухломского района Костромской области России.

## История
В 1966 г. указом президиума ВС РСФСР деревня Иконница переименована в Ольховая.

## Население
| 2008 | 2010 | 2014 |
| ---- | ---- | ---- |
| 1    | ↘0   | →0   |